# Свети игуман Пајсије
Пајсије Ристовић (1790–1814)  је био игуман Српске православне цркве који је учествовао у првом српском устанку за независност који је водио Карађорђе 1804. године. Године 1814. страдао је заједно са ђаконом Авакумом. Следеће године Милош Обреновић води други српски устанак за независност.
Године 1809. монаси манастира Моштанице који су учествовали у неуспешној побуни против Турака морали су да пребегну у други манастир у Трнави, селу код Чачка, где је игуман био Пајсије.
После неуспеле Карађорђеве буне 1813. године, Турци су започели страховладу над Србима. Народ је одлучио да покуша још једну побуну, овога пута под Хаџи Проданом Глигоријевићем, а активно су се укључили и монаси села Трнава, међу којима су били игуман Пајсије, ђакон Авакум, јеромонах Генадије и јереј Радован Вујовић. Буна је настала на Крстовдан (14. септембра), али су је Турци сломили. Многи људи су заробљени, а неки су стрељани на лицу места као упозорење другима, док су остали послани у Београд на подизање оптужнице. Међу затвореницима су били Авакум и Пајсије. Турци су понудили да ослободе свакога ко пређе на ислам. Неки од затвореника су на то пристали, али је већина одбила да се одрекне Христа, па су погубљени, међу којима и Пајсије и Авакум. Мајка Пајсија Ристовића била је један од посматрача током стравичног, смртоносног мучења и набијања на колац код београдских капија.
Помен Светог Пајсија  обележава се 17. децембра уз Светог Авакума.